# Jesús Gil y Gil
Gregorio Jesús Gil y Gil (El Burgo de Osma, 12 de març de 1933 - Madrid, 14 de maig de 2004) fou un empresari i polític sorià, president i màxim accionista del Club Atlético de Madrid entre 1987 i 2003 i alcalde de Marbella entre 1991 i 2002.
Fou empresonat per l'homicidi de 56 persones quan el juny de 1969 un menjador de la urbanització Los Ángeles de San Rafael, de la qual era promotor i propietari, s'esfondrà, si bé l'any 1971 fou indultat per ordre de Francisco Franco.
El 1999 ingressà novament a presó en ser imputat dels delictes de malversació de cabals públics i falsedat de documentació pública, mentre que el 2002 fou condemnat a 28 anys d'inhabilitació i sis mesos d'arrest per 4 delictes de prevaricació, pel que es veié obligat a abandonar l'alcaldia de Marbella. També entrà a presó per la malversació de 4.442 milions de pessetes de l'Ajuntament de Marbella entre els anys 1991 i 1995.
Després de la seva mort, el Tribunal Suprem el declarà culpable d'apropiació indeguda del Club Atlético de Madrid, així com d'estafa al mateix club per simulació de contractes.
El 2019 la productora HBO va estrenar el documental El Pionero, basada en la vida de Jesús Gil.